# 戴夫的神奇迷宮
《戴夫的神奇迷宮》是一部2017年上映的美國奇幻冒險喜劇恐怖電影，由比爾·華特森（Bill Watterson）執導，尼克·圖恩（Nick Thune）、梅拉・羅伊特・孔布尼（Meera Rohit Kumbhani）和約翰·莫里森等人主演。故事講述30歲的戴夫在他的公寓裡搭建了一個紙板堡壘，這個堡壘神秘地變成了一個充滿致命陷阱和奇怪生物的迷宮。
這部電影於2017年1月21日在Slamdance電影節首映，並榮獲最佳敘事長片觀眾獎。之後於2017年8月18日由Gravitas Ventures在美國正式上映。

## 劇情
戴夫的女友安妮週末外出時，30歲的戴夫全心投入他的新藝術計劃。戴夫有個習慣，就是常常無法完成任何事情，看起來沒有工作，靠著父母的金援生活，而他認為父母對他已經感到厭煩。他最終靈感爆發，從中心開始建造，向外延伸。當安妮回到家時，她發現戴夫的作品：一個紙板製成的小堡壘，據說裡面比外觀看起來要大得多。戴夫透過他安裝的通風口與安妮對話，告訴她不要進入或破壞他的作品。當安妮搖晃堡壘外部時，她聽到了裡面傳來的喧鬧聲和機械運作的聲音，這讓她感到困惑。
安妮打電話給戈登，他得出相同的結論後，叫來他們幾個朋友，包括雷納德、布琳、葛瑞格、簡和拍電影的哈利，以及哈利的收音師和攝影師。他們還隨意帶來了一個流浪漢（因為他「懂得紙板」）和兩個佛蘭德斯遊客。雷納德得知他們無法進入後，失望地短暫離開了公寓。哈利試圖從安妮那裡得到一些反應，為他拍攝的紀錄片增加素材，當他發現安妮真的很在乎戴夫時，整個團隊（除了流浪漢）都進入了迷宮。安妮、戈登、哈利和他的團隊一起親身見證了迷宮的超現實和超自然性質，從一個房間走到另一個房間，並意識到迷宮裡居住著活生生的摺紙鳥和其他生物。雷納德後來回到公寓，並在整個電影中跟隨著大夥的腳步，而那兩個佛蘭德斯遊客則似乎只是在迷宮裡野餐。
最終，主角群遇到簡，她踩到了一個槓桿，結果被斧頭砍掉了頭（不過她的身體噴出的不是血，而是紅色的毛線和五彩紙屑）。葛瑞格和布琳發現自己進入了一些地下墓穴，葛瑞格不小心踩到了一根線，結果被陷阱刺穿。布琳後來與安妮等人會合，當他們返回葛瑞格所在的地方時，發現他的屍體已經不見了。根據「油漆桶的痕跡」，戈登推測有一隻米諾陶（牛頭怪）把他的屍體帶走了。安妮用美工刀割開牆壁，意識到迷宮是有生命的。當他們穿過牆壁時，米諾陶殺死了布琳。大夥與戴夫碰面，戴夫帶領他們前往安全地點。戴夫承認他也不確定迷宮是如何變成這樣的，但他知道它正在自我成長，並可能與他的想像力有關。他堅持要完成迷宮，以便能夠逃脫，儘管他也不確定該怎麼做。戴夫還透露，由於將手伸進一個奇怪的陰部形狀的洞，他的手現在完全變成了紙板。
經過幾次險死還生的遭遇，團隊意識到他們需要攻擊迷宮的核心，但戴夫沒有製作核心。他們遇到一個奇怪的紙板版布琳，她不斷要求擊掌。他們立刻意識到這是個陷阱，戈登、哈利和他的團隊利用訪問分散它的注意力，而戴夫和安妮則去尋找核心。經過另一段超現實的清醒時刻，戴夫和安妮成功製作了一個像走馬燈一樣的核心。他們切穿牆壁，這讓迷宮開始產生反應。戈登、哈利和團隊試圖抓住假布琳，結果它突然變成了一隻巨大的惡魔手。手撤退了，但攝影師被拖了進去。他在死前把一袋錄像帶丟給哈利。
團隊重新集結，戈登用引開米諾陶的注意。他經過雷納德時，雷納德被紙板鋸片殺死。戴夫、安妮、哈利和收音師設置了核心，並用武士刀將核心切開，導致所有的牆壁和整個迷宮坍塌。所有人都發現自己回到了公寓，然後開始清理所有的紙板。哈利要求戈登告訴那些死者的家人，並詢問戴夫該如何命名紀錄片。戴夫帶著諷刺的口吻建議取名為《戴夫的迷宮》（Dave Made a Maze），儘管戈登認為那是一個迷宮（Labyrinth）。當戴夫和安妮把最後一堆紙板丟到垃圾桶旁時，他們沒有注意到米諾陶和一隻摺紙鳥從中爬出。米諾陶走開時，還做了一個我愛你手勢。

## 演員表
- 梅拉・羅伊特・孔布尼 飾演 安妮
- 尼克·圖恩 飾演 戴夫
- 亞當·布斯奇 飾演 戈登
- 詹姆斯·厄爾巴尼亞克 飾演 哈利
- 約翰·莫里森 飾演 米諾陶（牛頭怪）
- 弗蘭克·凱蒂 飾演 收音師
- 斯科特·納佛 飾演 攝影師
- 史蒂芬妮·艾琳 飾演 布琳
- 克里斯汀·范奈丝 飾演 簡
- 史考特·克林斯基 飾演 雷納德
- 提姆·諾德溫 飾演 葛瑞格
- 瑞克·奧弗頓 飾演 流浪漢
- 德魯·克尼加 飾演 佛蘭德斯遊客
- 卡蜜拉·艾爾尼斯 飾演 佛蘭德斯遊客

## 影評反應
這部電影在影評聚合網站爛番茄上，基於58篇評論，擁有86%的好評率，平均評分為7.5/10。該網站的影評共識是：「《Dave Made a Maze》講述了一個不錯的故事，但深入到大膽的風格領域，確立了導演比爾·華特森（Bill Watterson）作為一位新鮮且具有創意的電影製作人。」
在Metacritic上，該片根據9篇評論獲得了60分（滿分100分），顯示出「褒貶不一或中等評價」。

### 獲獎
| 獎項 / 電影節            | 國家   | 日期                    | 類別                    | 入圍者                       | 結果 | Ref(s) |
| ------------------------ | ------ | ----------------------- | ----------------------- | ---------------------------- | ---- | ------ |
| 佛羅里達電影節           | 美国   | 2017年5月1日            | 最佳敘事長片評審團大獎  | 戴夫的神奇迷宮               | 獲獎 | [ 6 ]  |
| 錫切斯電影節             | 西班牙 | 2017年10月14日          | 新視野獎（一）          | 戴夫的神奇迷宮               | 獲獎 | [ 7 ]  |
| 撞擊舞蹈電影節           | 美国   | 2017年1月20日~1月26日   | 最佳敘事長片觀眾獎      | 戴夫的神奇迷宮               | 獲獎 | [ 8 ]  |
| 奧馬哈電影節             | 美国   | 2017年5月7日~5月12日    | 最佳長片評審團獎        | 戴夫的神奇迷宮               | 獲獎 | [ 9 ]  |
| 太陽谷電影節             | 美国   | 2017年5月15日~5月19日   | 萬中選一獎              | 戴夫的神奇迷宮               | 獲獎 | [ 10 ] |
| 波亞奇幻電影節           | 巴西   | 2017年5月19日~6月4日    | 評審團獎，最佳長片      | 戴夫的神奇迷宮               | 獲獎 | [ 11 ] |
| 波亞奇幻電影節           | 巴西   | 2017年5月19日~6月4日    | 評審團獎，最佳藝術指導  | Jeff White                   | 獲獎 | [ 11 ] |
| 斯特拉斯堡歐洲奇幻電影節 | 法国   | 2017年9月15日~9月24日   | 最佳長片觀眾獎          | 戴夫的神奇迷宮               | 獲獎 | [ 12 ] |
| 波士頓地下電影節         | 美国   | 2017年4月26日~5月3日    | 最佳長片觀眾獎          | 戴夫的神奇迷宮               | 獲獎 | [ 13 ] |
| 顫慄電影節               | 德国   | 2017年11月23日~11月28日 | 最佳長片觀眾獎          | 戴夫的神奇迷宮               | 獲獎 | [ 14 ] |
| 卡爾加里地下電影節       | 加拿大 | 2017年4月17日~4月23日   | 最佳長片觀眾獎          | 戴夫的神奇迷宮               | 獲獎 | [ 15 ] |
| 土星獎                   | 美国   | 2018年6月27日           | 最佳DVD或藍光影碟發行獎 | 戴夫的神奇迷宮               | 獲獎 | [ 16 ] |
| 卡雷利亞電影節           | 西班牙 | 2018年6月22日~7月1日    | 創意玫瑰芽獎，最佳編劇  | 史蒂文·L·西爾斯 比爾・華特森 | 獲獎 | [ 17 ] |

## 外部連結
- 官方网站
- 互联网电影数据库（IMDb）上《戴夫的神奇迷宮》的资料（英文）
- 爛番茄上《戴夫的神奇迷宮》的資料（英文）